# Palazzo Saadabad

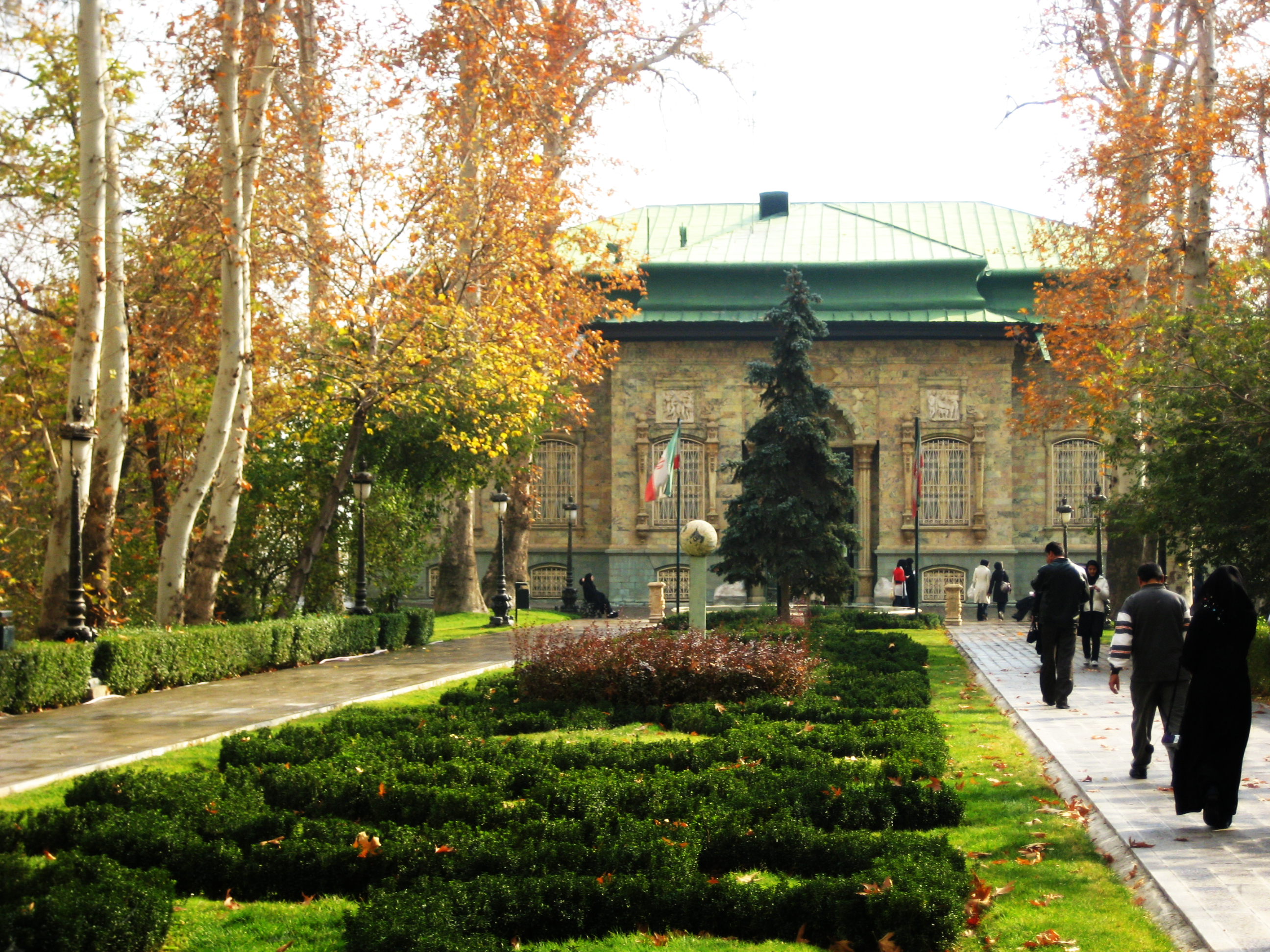
Vista dell'ingresso principale al Palazzo Verde, o Chahvand, ora un museo.

Il palazzo Saadabad (in persiano کاخ سعدآباد‎, Kâx-e Sa'd-Âbâd) è un complesso di edifici sontuosi costruito dalla dinastia Qajar e dalla dinastia Pahlavi dell'Iran nel distretto di Shemiran a Teheran.

## Storia
Furono gli ultimi membri della dinastia Qadjar a far costruire i primi edifici di questo complesso, all'inizio del XX secolo, in una zona periferica della capitale, con un clima più arioso in estate grazie alla vicinanza delle montagne.
Reza Shah visse qui per la prima volta negli anni '20 e vi fece costruire padiglioni e ville più moderni prima di trasferirsi nel palazzo di marmo nel centro della città. Mohammad Reza Pahlavi si trasferì qui alla fine degli anni '60, dopo il tentativo di bombardamento nel 1965 e perché l'espansione della famiglia reale richiedeva un maggiore comfort. Dopo la rivoluzione islamica del 1979, i vari padiglioni e ville che compongono il palazzo furono trasformati in musei. Gli appartamenti privati della famiglia reale erano situati nel Palazzo Bianco.

## Utilizzo attuale
Attualmente, le diverse parti del sito del Palazzo Saadabad sono musei, in cui i visitatori possono vedere alcuni aspetti della ricca storia culturale dell'Iran. Parti del sito sono utilizzate dall'Organizzazione per i beni culturali dell'Iran, che è responsabile della maggior parte dei manufatti e dei siti storici in Iran. Villa Chakhram è diventata la sede del Museo della guerra; in altri padiglioni, ora sono ospitati il Museo dell'acqua, il Museo delle belle arti, il Museo Hossein Behzâd, dedicato alla miniatura persiana e alla collezione del miniaturista Behzad, e altri ancora.
All'interno del complesso c'è anche un edificio destinato a ricevere gli ospiti stranieri illustri della presidenza iraniana. Si trova nell'ex villa della madre dello Shah, Taj al-Moluk, e quindi non può essere visitato.

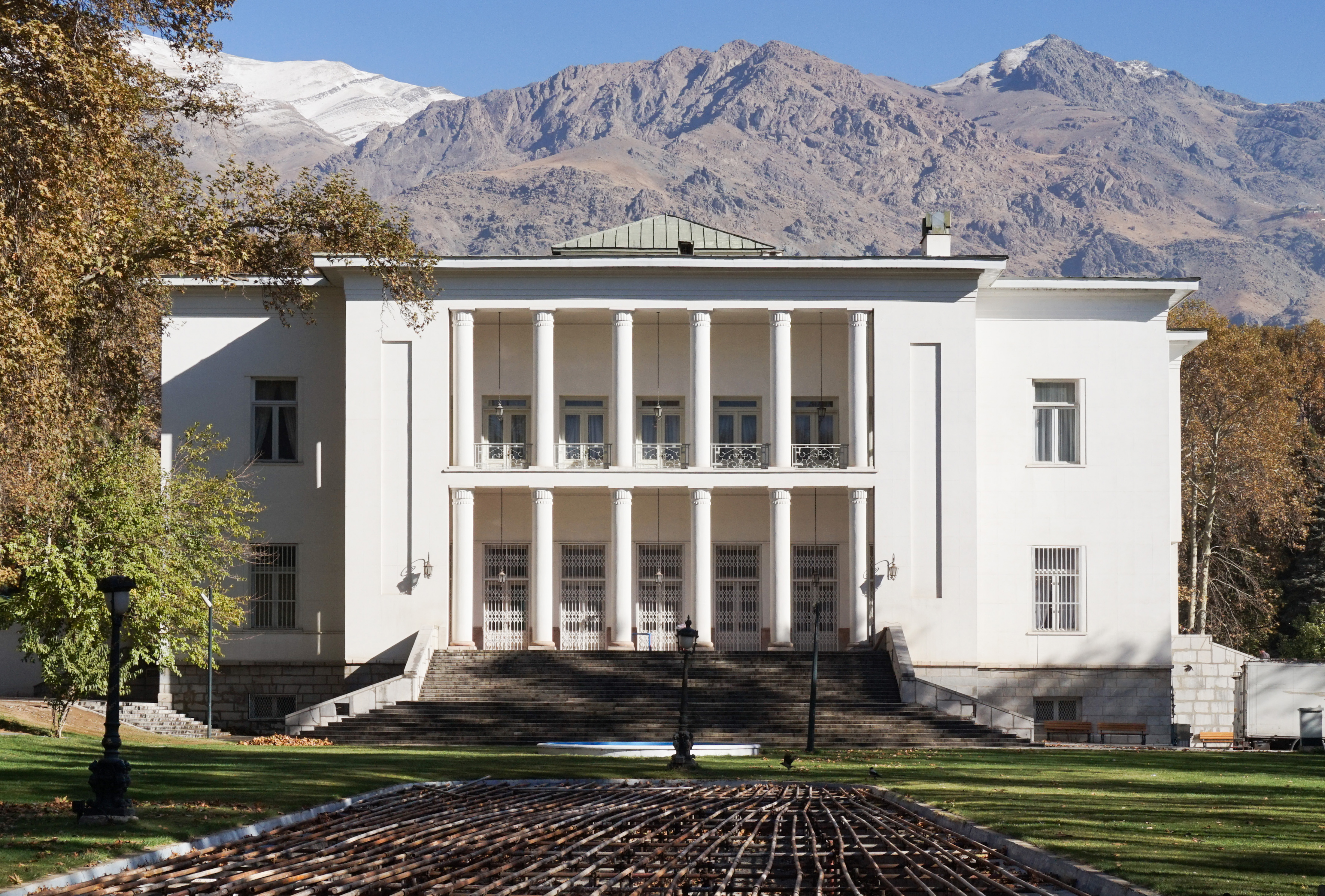
Vista del Palazzo Bianco dall'esterno con Mont Tochal sullo sfondo.
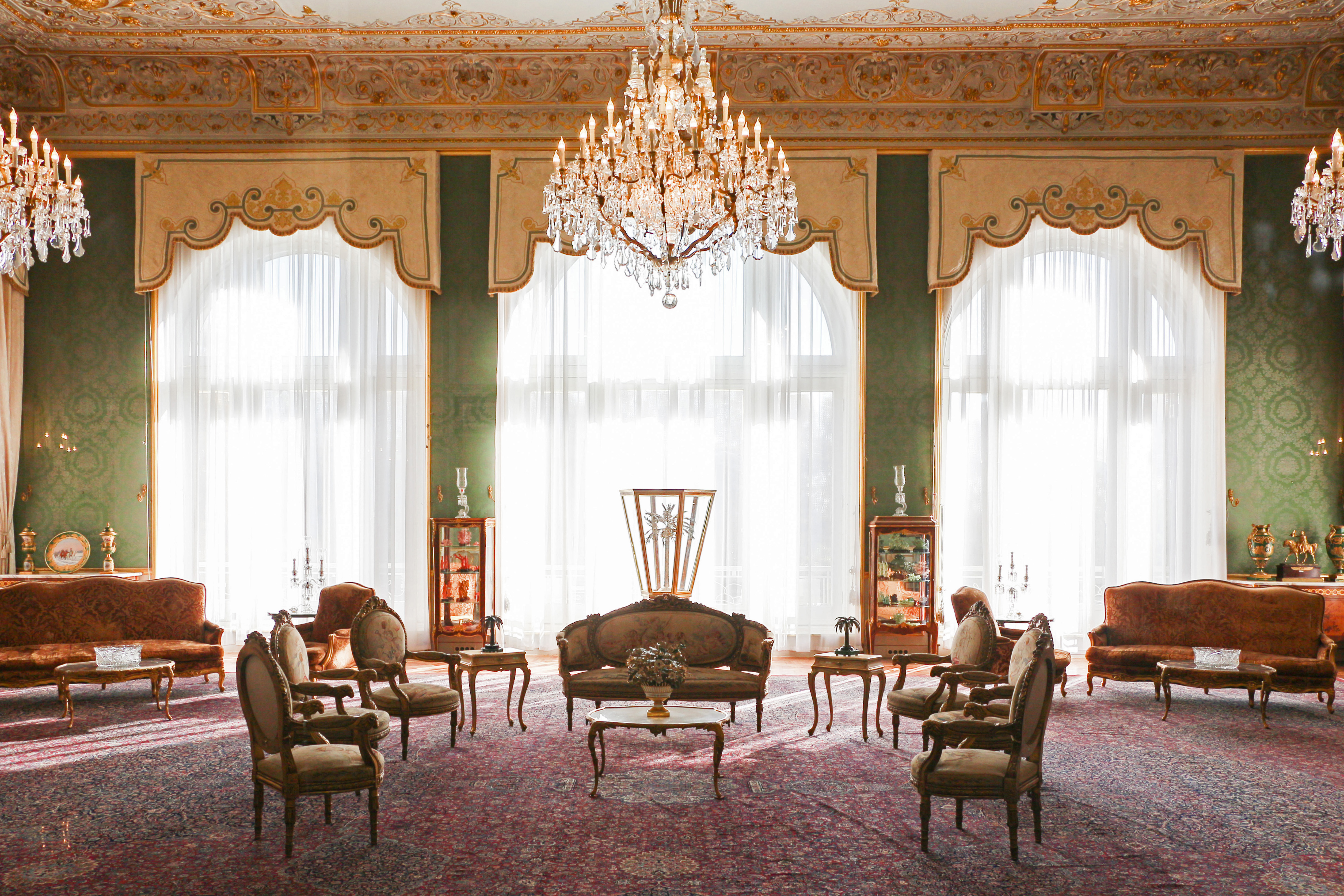
Vista interna del Palazzo Bianco.
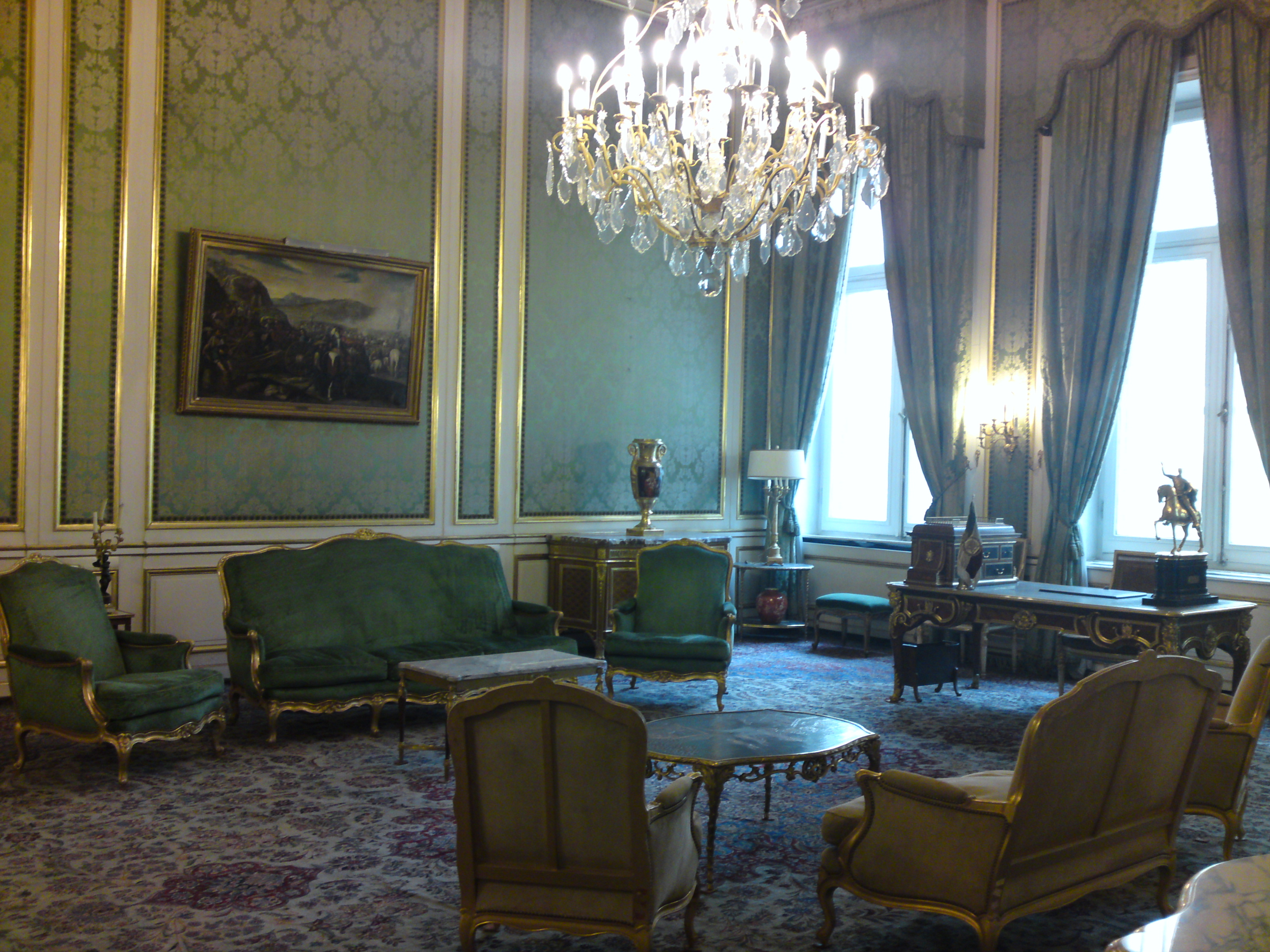
Vista dell'ex ufficio di Farah Pahlavi al Palazzo Bianco
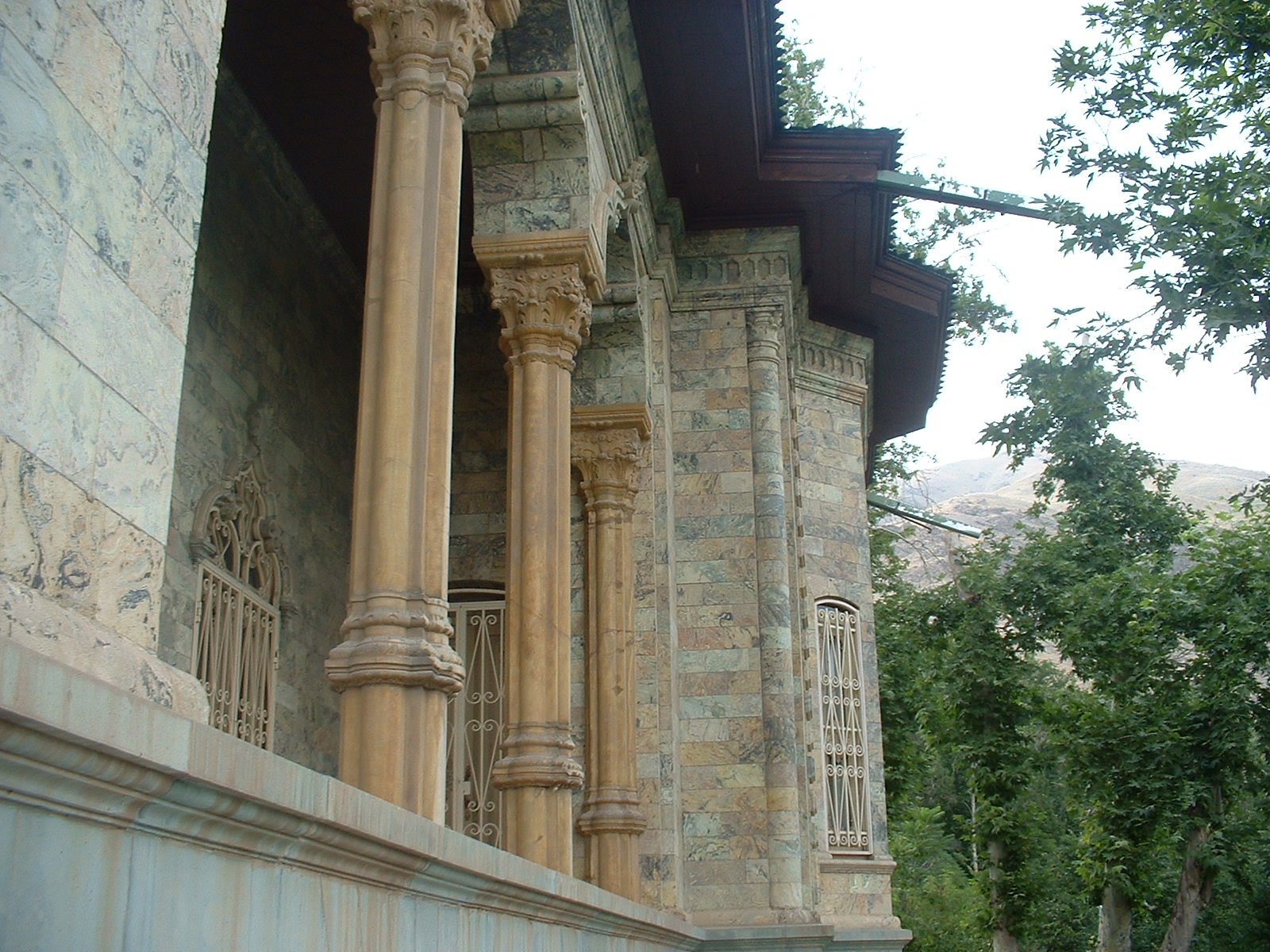
Vista laterale del Palazzo Verde in cui vivevano Reza Khan e Mohammad Reza Chah.
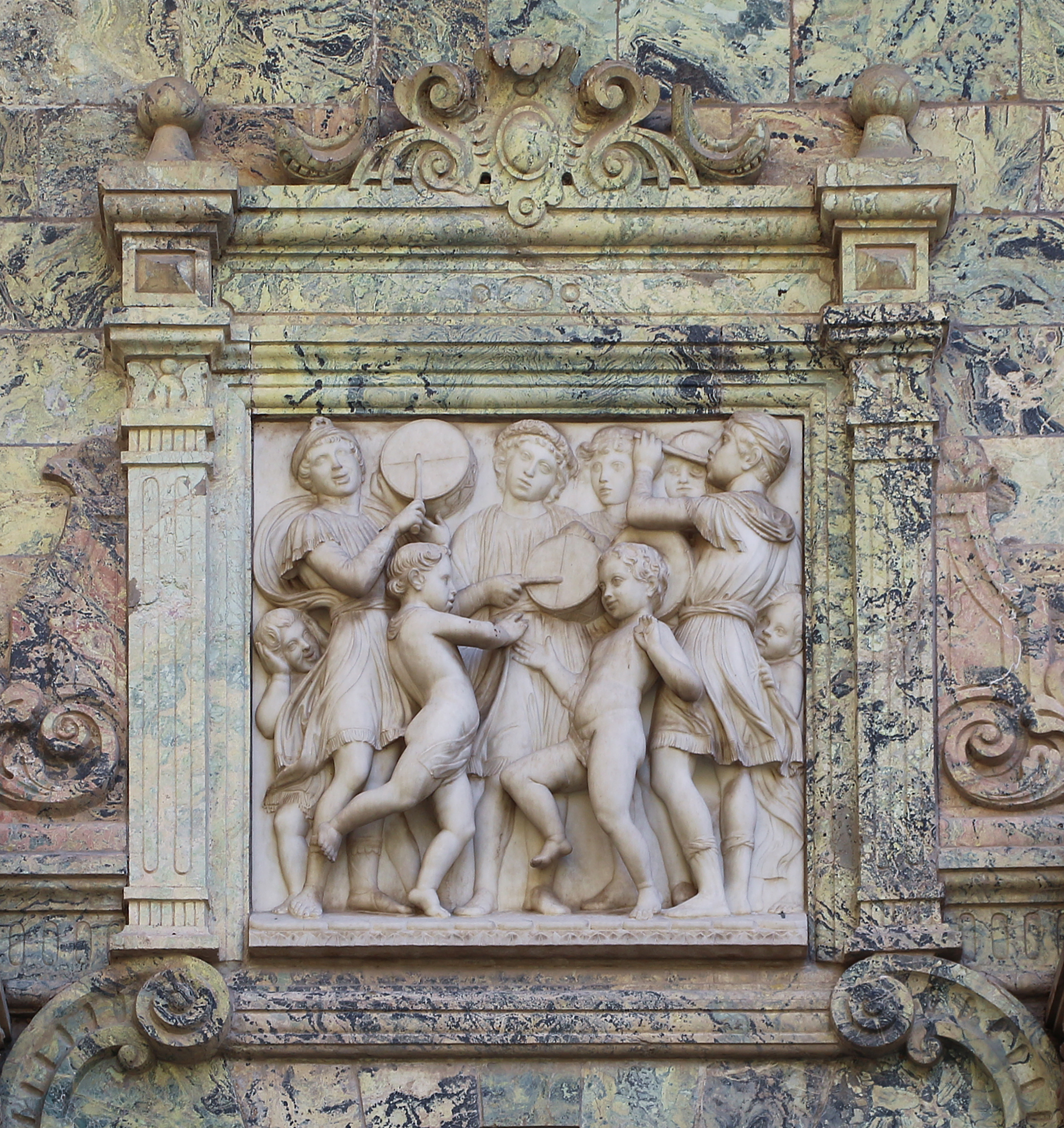
Bassorilievo sul Palazzo Verde.
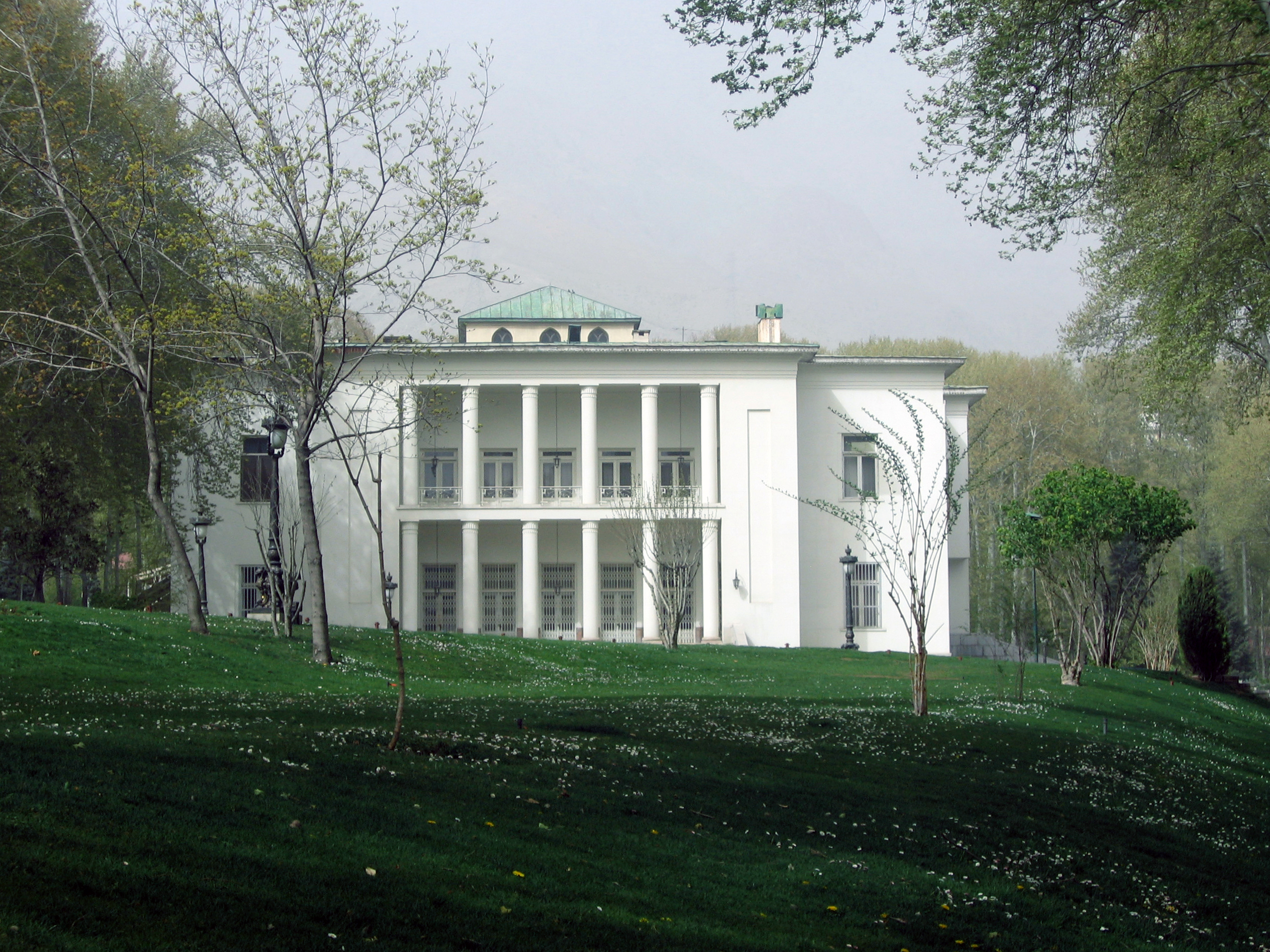

## Porte
1. Porta Nezamieh, attraverso la quale Reza Chah entrò nel complesso.
2. Porta Za'feranieh
3. Porta di via Darband, attraverso la quale Mohammad Reza Pahlavi entrò nel complesso.
4. Porta di piazza Darband
5. Porta Ja'far Abad (prima)
6. Porta di Ja'far Abad (seconda)
7. Porta del fiume
8. Porta del Palazzo Bianco

## Palazzi
In totale, il Palazzo Saadabad contiene diciotto ville, palazzi o padiglioni, che sono i seguenti:
1. Palazzo Ahmad Chah (attualmente utilizzato dalle donne basij)
2. Palazzo Chahvand (attualmente Palazzo Verde)
3. Palazzo Bianco (attualmente museo nazionale), ex residenza privata della famiglia dell'ultimo scià
4. Palazzo Speciale (ex Museo di storia naturale, attualmente utilizzato come luogo di accoglienza ufficiale da parte della presidenza della Repubblica)
5. Palazzo Nero (كاخ اسود) (attualmente museo di arti contemporanee)
6. Villa Shams (residenza della sorella dell'ultimo shah, attualmente museo di etnologia)
7. Villa Ashraf (dal nome della sorella gemella di Mohammad Reza Pahlavi, attualmente museo di piatti storici)
8. Villa di Gholam-Reza (fratellastro dell'ultimo scià)
9. Villa della regina madre (attualmente l'edificio della Repubblica destinato ad ospitare gli ospiti della presidenza della Repubblica), ex villa di Tadj ol-Molouk.
10. Villa di Ahmad-Reza (fratellastro dell'ultimo scià)
11. Villa di Abdol-Reza (fratellastro dell'ultimo shah, attualmente centro di controllo di Sa'dabad)
12.Villa Bahman Pahlavi (dal nome del figlio del principe Gholam-Reza, attualmente un centro di addestramento)
13. Villa di Shahram (dal nome del figlio di Ashraf Pahlavi, ora museo militare)
14. Farideh Diba
15. Palazzo di Valiahd Reza Pahlavi I, attualmente museo delle miniature di Behzad)
16. Palazzo di Valiahd Reza Pahlavi (attualmente museo Dafineh)
17. Padiglione di Farahnaz e Ali-Reza (figli dell'ultimo shah Mohammad Reza Pahlavi, attualmente museo di calligrafia e del libro Mir Emad)
18. Padiglione Leila Pahlavi